# Nahverkehr in Coburg
Der Nahverkehr in Coburg besteht aus dem Stadtbusnetz der SÜC Bus und Aquaria GmbH sowie den Regionalbuslinien der Omnibusverkehr Franken GmbH (DB OVF). Nach Coburg führen auch Fahrten der Omnibusverkehrsgesellschaft mbH (OVG) Sonneberg und der WerraBus GmbH. Der Nahverkehr in Coburg ist im Verkehrsverbund Großraum Nürnberg integriert.

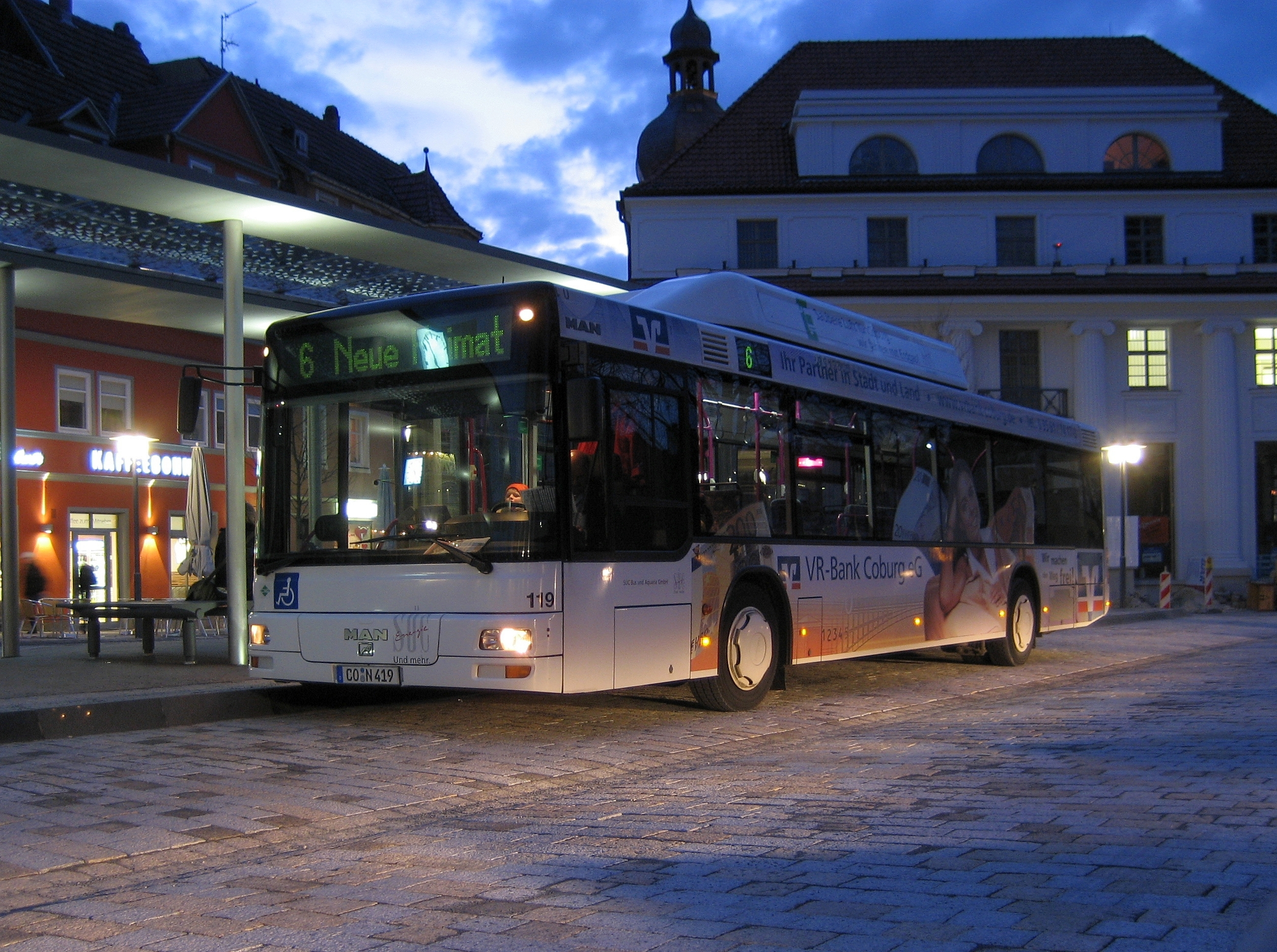
Ein MAN NL 313 CNG der SÜC am Theaterplatz

## Stadtbus Coburg

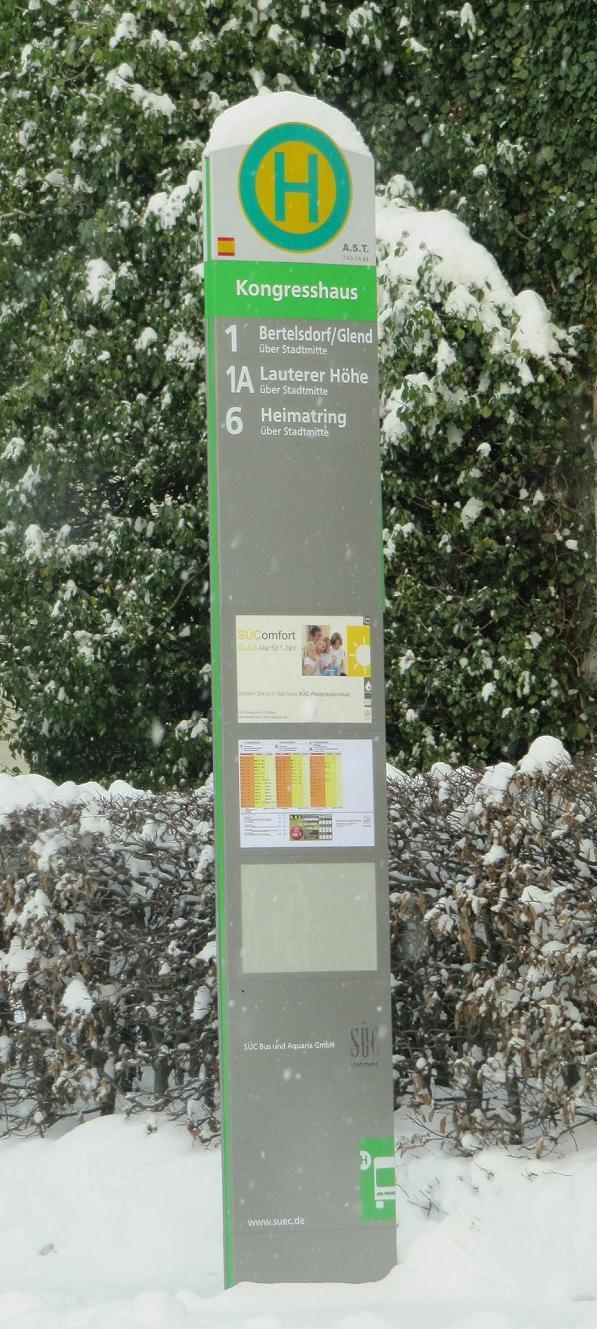
Haltestellenschild in Innenstadtausführung

Der Stadtbusverkehr in Coburg wird von der SÜC Bus und Aquaria GmbH auf neun Hauptlinien und einer Rufbuslinie betrieben. Im Schulverkehr verkehren außerdem 16 Zusatzlinien. Die Anzahl der Fahrgäste sank zuletzt von zirka 4,8 Millionen im Jahr 2017 auf zirka 4,6 Millionen im Jahr 2018. Im Jahr 2012 nutzten hingegen nur rund 4,4 Millionen Fahrgäste die Stadtbusse der SÜC.

### Infrastruktur
Die Verwaltung und der Betriebshof der Stadtbusse befinden sich an der Bamberger Straße. Er wurde im Jahr 2001 zusammen mit der Omnibusverkehr Franken GmbH eingeweiht und bietet Platz für ca. 60 Omnibusse.
Der Fuhrpark umfasst 43 Niederflurbusse von denen 2 mit Erdgas und 3 elektrisch betrieben werden.(Stand: 2023)
| Anzahl | Hersteller | Modell              | Antriebsart |
| ------ | ---------- | ------------------- | ----------- |
| 1      | Evobus     | O530 CNG            | Erdgas      |
| 12     | MAN        | MAN Lion’s City A21 | Diesel      |
| 3      | Evobus     | O530 II             | Diesel      |
| 12     | Evobus     | O530 Citaro 2       | Diesel      |
| 11     | Solaris    | Urbino 12           | Diesel      |
| 3      | Solaris    | Urbino 12 electric  | Elektrisch  |

Im Sommer 1980 wurde in Coburg der Einsatz von Gelenkbussen getestet. Diese konnten sich allerdings nicht dauerhaft durchsetzen.
Seit 2006 wurden alle neu angeschafften Busse mit Klimaanlagen bestellt. Ende 2009 wurden 30 Busse mit Doppelbildschirmen zur Fahrgastinformation ausgerüstet, wobei auf dem linken die nächsten fünf Haltestellen und auf dem rechten ein Mix aus aktuellen Nachrichten und Werbung angezeigt wird. Auch die ab 2010 neu angeschafften Stadtbusse erhielten ebenfalls je einen Doppelbildschirm.

### Geschichte und Entwicklung
Das Jahr 1939 war Geburtsstunde des Coburger Stadtbusverkehrs und somit auch des Nahverkehrs in Coburg.
Im ersten Verkehrsmonat Oktober wurden bereits 9.500 Fahrgäste gezählt. Bis zum Anfang des Zweiten Weltkrieges wuchs der Verkehr weiter, musste aber 1945 eingestellt werden, da die Busse anderweitig für Kriegsdienste gebraucht wurden. Im Jahr 1947 wurde versucht, den Verkehr durch eine Oberleitungsbuslinie wieder aufzubauen. Dieses Vorhaben scheiterte allerdings an der Materialknappheit. Erst am 15. November 1948 konnte mit zwei Büssing und einem Mercedes der Linienbetrieb wieder aufgenommen werden. Von da an wuchs das Liniennetz und der Fuhrpark stetig an.
Das heutige rund 102 Kilometer lange Netz führt über die Stadtgrenzen in die Gemeinden Niederfüllbach, Lautertal, Dörfles-Esbach, Rödental und Ahorn.
Bis zur Neugestaltung des Coburger Marktplatzes im Jahr 2004, diente dieser als zentraler Knotenpunkt für alle Stadtbuslinien der SÜC. Seit Ende 2007 erfüllen die Haltestellen am Theaterplatz diesen Zweck. Mit der Fertigstellung des zentralen Omnibusbahnhofs (ZOB) im Jahr 2009, wurde in der Lossaustraße ein weiterer Knotenpunkt geschaffen. Hier pausieren sämtliche regionalen Buslinien und Fernbusse. Abgesehen von Straßensperrungen in der Innenstadt, besitzen die Stadtbuslinien der SÜC am ZOB allerdings keinen längeren Aufenthalt.
Im Rahmen der Teilfortschreibung des Nahverkehrsplans für die Stadt Coburg, wurde das über viele Jahre etablierte Streckennetz der Stadtbusse an mehreren Stellen ausgebaut und umgestaltet.
Seit dem 10. September 2017 ist der Ortsteil Oberlauter der Gemeinde Lautertal durch die Linie 2 an das Stadtbusnetz angebunden. Seit dem 1. Januar 2019 wird der Coburger Güterbahnhof und damit auch die in der Nähe liegende neue Turnhalle am Anger sowie diverse Filialen von Einzelhandelsunternehmen im Tagesnetz der SÜC durch die Linien 6 und 66 angebunden.
Um den Campus Friedrich Streib der Hochschule Coburg im Tagesnetz durchgehend im 15-Minuten-Takt mit dem Bahnhof und der Innenstadt zu verbinden, wurde der Streckenverlauf der Linie 5 über das Thüringer Viertel umgeleitet. Dafür wurde der Betrieb der Nebenlinie 7A eingestellt. Der Campus Design im Hofbrauhaus Coburg wird durch die Linien 2 und 3 ebenfalls tagsüber im 15-Minuten-Takt angefahren. Am Theaterplatz besteht im Tagesnetz nun planmäßig die Möglichkeit, in eine Linie, welche den jeweils anderen Hochschulstandort anfährt, umzusteigen.
Als dezentraler Knotenpunkt der Linien 2, 3, 10 und 8318 verbindet die Haltestelle der HUK-Coburg-arena im Tagesnetz durchgehend das Gewerbegebiet auf der Lauterer Höhe im 15-Minuten-Takt mit der Innenstadt und dem Bahnhof.
Am 4. November 2019 wurde die Linie 3 unter der Woche für wenige Fahrten bis zum Bahnhof Rödental verlängert. Davor wurde nur das Schloss Rosenau an Sonn- und Feiertagen angefahren.
Am 11. Dezember 2023 wurden die Liniennummern im Stadtverkehr Coburg in Zusammenhang mit dem Beitritt zum Verkehrsverbund Großraum Nürnberg geändert. Aus den Linien 1 bis 10 wurden die Linien 1401 bis 1410 und aus der Linie 66 die Linie 1416.

### Linien
Abgesehen von der Linie 1404 und der Linie 1410 am Samstag verkehren alle Linien im Tagesnetz im 30-Minuten-Takt, das heißt montags bis freitags von Betriebsbeginn bis ca. 19:00 und samstags von Betriebsbeginn bis ca. 15:00. Durch Überlagerung der Linien herrscht auf den wichtigsten Abschnitten ein 15-Minuten-Takt. Die Linien 1406 und 1416 sind im Bereich Neue Heimat gegenläufig, im Bereich Heimatring und Falkenegg sind diese nur durch die Liniennummer zu unterscheiden. Sie ergänzen sich immer zum 30-Minuten-Takt.
Samstags wird der Takt im Tagesnetz zwischen 10 und 11 Uhr auf allen Linien gebrochen und eine Fahrt nicht gefahren. Dies dient der Einsparung einer Fahrerablösung.
Im Freizeitnetz (Montag bis Freitag ab 19:25, samstags ab 15:25 und an Sonn- und Feiertagen) herrscht ganztägig (11:30–19:25) ein durchgehender Stundentakt, welcher alle Stadtbuslinien am Theaterplatz zur Minute 25 (Ausnahme: Mo–Fr 20:15) miteinander verknüpft. Somit sind kurze Umsteigebeziehungen möglich. Des Weiteren fahren die Linien 1406, 1410 und 1416 nicht im Freizeitnetz, die entsprechenden Abschnitte werden von den Linien 1401, 1402 und 1407 bedient. Lediglich der Hasenstein in Creidlitz wird im Freizeitnetz überhaupt nicht bedient.
Die letzten Abfahrten ab 19:25 Theaterplatz haben (anders als tagsüber) nicht 5, sondern 10 Minuten Aufenthalt am Theaterplatz, um eine Umsteigegarantie bei Verspätungen bis 10 Minuten zu gewährleisten.
Zentralabfahrten vom Theaterplatz gibt es:
- Montag bis Freitag 19:25, 20:15
- Samstag ab 15:25 stündlich bis 19:25
- Sonn- und Feiertag ab 12:25 stündlich bis 19:25

| Linie | Verlauf | Takt im Tagesnetz (HVZ) und Freizeitnetz (SVZ)                                       |
| ----- | --- | ------------------------------------------------------------------------------------ |
| 1401  | Glend – Bertelsdorf – Neuses – Bahnhof Nord – Kalenderweg – Bahnhof (ZOB) – Theaterplatz – Kongresshaus – Klinikum – Ketschendorf – Pelzhügel – Creidlitz – Niederfüllbach                                                       | 30 / 60 (nach Glend unregelmäßig)                                                    |
| 1402  | Oberlauter – Unterlauter – Lauterer Höhe – Max-Böhme-Ring – Lauterer Straße – Theaterplatz – Bahnhof (ZOB) – Albertsplatz – Am Ölberg – Wüstenahorn                                                                              | 30 / 60                                                                              |
| 1403  | Rödental Bhf. / Lauterer Höhe – Dörfles-Esbach – Cortendorf – Aquaria – Theaterplatz – Bahnhof (ZOB) – Albertsplatz – Hutstraße – Am Lauersgraben – Scheuerfelder Straße – Sändleinweg (Scheuerfeld)                             | 30 / 60 (Lauterer Höhe nur Mo–Fr, Rödental Bhf Einzelfahrten, So/Fe Schloss Rosenau) |
| 1404  | Theaterplatz – Ketschenanger – Weichengereuth – Ahorn – Schorkendorf – Eicha – Witzmannsberg – Eicha – Schafhof – Wohlbach – Ahorn – Schützenhaus – Albertsplatz – Bahnhof (ZOB) – Theaterplatz                                  | 30 bzw. 60 / 60                                                                      |
| 1405  | Schloss Callenberg – Beiersdorf – Neuses (West) – Kürengrund – Hochschule – Thüringer Viertel – Plattenäcker – Bahnhof (ZOB) – Theaterplatz – Friedhof – Pilgramsroth – Löbelstein – Brandensteinsebene – Veste                  | 30 / 60 (zur Veste nur Einzelfahrten)                                                |
| 1406  | Theaterplatz – Friedhof – Eckardtsberg – Hirschfeld-Ring – Neue Heimat – Klinikum – Güterbahnhof – Kongresshaus – Theaterplatz – Bahnhof (ZOB) – Kürengrund – Heimatring – Falkenegg – Kürengrund – Bahnhof (ZOB) – Theaterplatz | 60 / Wird durch die Linie 1407 bedient.                                              |
| 1407  | Neershof – Rögen – Lützelbuch – Seidmannsdorf – Neue Heimat – Klinikum – Hirschfeld-Ring – Friedhof – Theaterplatz – Bahnhof (ZOB) – Kürengrund – Falkenegg – Heimatring – Thüringer Viertel – Scheuerfeld – Schorkendorf        | 30 / 60                                                                              |
| 1408  | Landestheater (Theaterplatz) – Hofgarten / Naturkundemuseum – Festungsstraße – Blaue Kehre – Gustav-Freytag-Weg – St. Augustin – Landestheater (Theaterplatz)                                                                    | 60 (Ruftaxi)                                                                         |
| 1410  | Lauterer Höhe (HUK-Coburg-arena) – Max-Böhme-Ring – Schießstand – Bahnhof Nord – Bahnhofsviertel – Theaterplatz – Kongresshaus – Klinikum – Ketschendorf – Pelzhügel – Hasenstein                                                | 30 / Wird durch die Linien 1401 und 1402 bedient.                                    |
| 1416  | Theaterplatz – Kongresshaus – Güterbahnhof – Klinikum – Neue Heimat – Hirschfeld-Ring – Eckardtsberg – Friedhof – Theaterplatz – Bahnhof (ZOB) – Kürengrund – Heimatring – Falkenegg – Kürengrund – Bahnhof (ZOB) – Theaterplatz | 60 / Wird durch die Linie 1407 bedient.                                              |

Stand: 19. Dezember 2023

### Zusatzlinien
Zur Verstärkung der Linien an Schultagen werden im Stadtbusverkehr morgens und mittags 15 Zusatzlinien eingesetzt. Im Gegensatz zu Schulbussen stehen diese Linien allen Fahrgästen zur Verfügung. Zudem verkehrt werktags für (Geh-)Behinderte die Zusatzlinie 1438 zwischen einer Werkstatt für behinderte Menschen in Ahorn und der Innenstadt. Die Linien folgen dem Streckenverlauf einer oder mehrerer Hauptlinien und halten bei Bedarf an jeder Haltestelle entlang des Streckenverlaufs. Im Netzplan und in der statischen Haltestellenbeschilderung werden diese jedoch nicht aufgeführt.
| Linie | Verlauf |
| ----- | --- |
| 1421  | Bertelsdorf – Neuses – Rodacher Straße – Bahnhof Nord – Bahnhof (ZOB) – Theaterplatz – Friedhof – Eckardtsberg – Hirschfeld-Ring                                                                         |
| 1422  | Niederfüllbach – Creidlitz – Ketschendorf – Klinikum Coburg – Hirschfeld-Ring – Eckardtsberg – Friedhof – Theaterplatz – Bahnhof (ZOB) – Plattenäcker – Thüringer Viertel – Hochschule                   |
| 1422  | Thüringer Viertel – Theaterplatz – Kongresshaus – Klinikum Coburg – Ketschendorf – Creidlitz – Niederfüllbach                                                                                            |
| 1423  | Dörfles – Aquaria – Rittersteich – Bahnhofsviertel – Bahnhof (ZOB) – Plattenäcker – Thüringer Viertel – Hochschule                                                                                       |
| 1423  | Scheuerfeld – Tiefenstein – Plattenäcker – Thüringer Viertel – Hochschule – Bahnhof (ZOB) – Theaterplatz – Friedhof – Eckardtsberg – Hirschfeld-Ring                                                     |
| 1423  | Friedhof – Theaterplatz – Rittersteich – Aquaria – Cortendorf – Dörfles |
| 1424  | Unterlauter – Dörfles – Cortendorf – Aquaria – Rittersteich – Bahnhofsviertel – Theaterplatz – Friedhof – Eckardtsberg – Hirschfeld-Ring                                                                 |
| 1425  | Beiersdorf – Neuses (West) – Bahnhof (ZOB) – Theaterplatz – Friedhof – Eckardtsberg – Hirschfeld-Ring |
| 1426  | Witzmannsberg – Eicha – Schorkendorf – Scheuerfeld – Tiefenstein – Plattenäcker – Thüringer Viertel – Hochschule – Bahnhof (ZOB) – Theaterplatz – Friedhof – Eckardtsberg – Hirschfeld-Ring              |
| 1426  | Friedhof – Theaterplatz – Hochschule – Thüringer Viertel – Plattenäcker – Tiefenstein – Scheuerfeld – Schorkendorf – Eicha – Witzmannsberg – Eicha – Schafhof – Wohlbach                                 |
| 1427  | Sändleinweg (Scheuerfeld) – Scheuerfelder Straße – Am Lauersgraben – Hutstraße – Ernstplatz – Bahnhof (ZOB) – Theaterplatz – Rittersteich – Aquaria – Cortendorf                                         |
| 1427  | Witzmannsberg – Eicha – Schafhof – Ahorn – Schützenhaus – Ernstplatz – Bahnhof (ZOB) |
| 1427  | Schloss Callenberg – Neuses (West) – Bahnhof (ZOB) – Theaterplatz – Ketschenanger – Schützenhaus – Ahorn                                                                                                 |
| 1428  | Oberlauter – Unterlauter – Lauterer Straße – Theaterplatz – Ketschenanger – Ernstplatz – Bahnhof (ZOB) – Plattenäcker – Thüringer Viertel – Hochschule                                                   |
| 1429  | Bahnhof (ZOB) – Bahnhofsviertel – Rittersteich – Aquaria – Cortendorf |
| 1430  | Neu- und Neershof – Rögen – Lützelbuch – Seidmannsdorf – Albrecht-Dürer-Straße – Eckardtsberg – Friedhof – Theaterplatz – Bahnhof (ZOB) – Plattenäcker – Thüringer Viertel – Hochschule                  |
| 1430  | Schaumberger-Schule – Bahnhof (ZOB) – Theaterplatz – Friedhof – Eckardtsberg – Albrecht-Dürer-Straße – Seidmannsdorf – Lützelbuch – Rögen – Neu- und Neershof                                            |
| 1431  | Sändleinweg (Scheuerfeld) – Scheuerfelder Straße – Am Lauersgraben – Hutstraße – Ernstplatz – Bahnhof (ZOB) – Theaterplatz – Rittersteich – Aquaria – Cortendorf – Aquaria – Rittersteich – Theaterplatz |
| 1431  | Friedhof – Theaterplatz – Bahnhof (ZOB) – Ernstplatz – Hutstraße – Am Lauersgraben – Scheuerfelder Straße – Sändleinweg (Scheuerfeld) – Scheuerfelder Straße – Wüstenahorn                               |
| 1433  | Cortendorf – Aquaria – Rittersteich – Bahnhofsviertel – Bahnhof (ZOB) |
| 1434  | Cortendorf – Aquaria – Rittersteich – Bahnhofsviertel – Theaterplatz |
| 1435  | Bahnhof (ZOB) – Theaterplatz – Ketschenanger – Hutstraße – Am Lauersgraben – Scheuerfelder Straße – Tiefenstein – Schaumberger-Schule                                                                    |
| 1437  | Friedhof – Theaterplatz – Bahnhofsviertel – Bahnhof Nord – Schießstand – Max-Böhme-Ring – Unterlauter – Oberlauter                                                                                       |
| 1438  | Bahnhof (ZOB) – Schützenhaus – Ahorn |
| 1438  | Ahorn – Schützenhaus – Ernstplatz – Bahnhof (ZOB) – Theaterplatz |

Stand: 15. Dezember 2024

### Ehemalige und geplante Linien
| Linie | Verlauf | Weitere Informationen |
| ----- | --- | --- |
| 1     | Glend – Bertelsdorf – Neuses – Rodacher Straße – Schießstand – Bahnhof Nord – Bahnhof (ZOB) – Theaterplatz – Kongresshaus – Klinikum Coburg – Ketschendorf – Pelzhügel – Hasenstein (Creidlitz) – Creidlitz – Niederfüllbach | Zusammenlegung der Linien 1 und 10 während Corona-Pandemie vom 30. März 2020 bis zum 27. April 2020. Der Max-Böhme-Ring und die Lauterer Höhe wurden in dieser Zeit von der Linie 2 übernommen. |
| 1A    | Lauterer Höhe (OBI) – Max-Böhme-Ring – Schießstand – Bahnhof Nord – Bahnhofsviertel – Theaterplatz – Kongresshaus – Klinikum Coburg – Ketschendorf – Pelzhügel – Hasenstein (Creidlitz) | Wird heute durch die Linie 10 im Tagesnetz und die Linien 1 und 2 im Freizeitnetz bedient. Anstelle der Anbindung der Wohnsiedlung am Hasenstein, diente die Linie früher als Verlängerung der Linie 1 nach Niederfüllbach. |
| 3A    | Marktplatz – Bahnhofsviertel – Rittersteich – Aquaria – Cortendorf – Dörfles | Entfallen. Diente als Verstärkungslinie der Linie 3 im Tagesnetz. |
| 6A    | Marktplatz – Bahnhofsviertel – Kürengrund – Falkenegg – Kürengrund – Bahnhofsviertel – Marktplatz | Wird heute durch die Linien 6 und 66 im Tagesnetz und die Linie 7 im Freizeitnetz bedient. |
| 7A    | Bahnhof (ZOB) – Hochschule – Thüringer Viertel – Plattenäcker – Bahnhof (ZOB) | Fuhr nur während der Vorlesungszeit. Anfangs fast durchgehend im 15-Minuten-Takt und später nur noch vereinzelt zu Stoßzeiten. Wird heute durch die Linien 5 und 7 bedient. |
| 9     | Marktplatz – Hauptbahnhof – Neuses (West) – Beiersdorf – Schloss Callenberg | Wird heute durch die Linie 5 bedient. Den ZOB gab es damals noch nicht. |
| 10    | Marktplatz – Schloss Rosenau | Direkte Fahrt vom Marktplatz zum Schloss Rosenau am Sonntag und an Feiertagen. Wird heute durch die Linie 3 bedient. Hier galt für alle Fahrgäste ein Sondertarif. |
| 11    | Marktplatz – Weichengereuth | Während der Umgestaltung des Weichengereuths und dem Bau der Frankenbrücke Anfang der Neunziger gab es eine Verbindung vom Marktplatz ins Weichengereuth. |
| 11    | Für eine kurze Zeit wurden in den Neunzigern die etablierten Durchmesserlinien in jeweils zwei Radiallinien aufgeteilt. So wurde beispielsweise die Durchmesserlinie 6 Heimatring – Marktplatz – Neue Heimat in die beiden Radiallinien 6 Marktplatz – Heimatring – Marktplatz und 16 Marktplatz – Neue Heimat – Marktplatz aufgeteilt. Das Schema galt analog für die anderen Hauptlinien. Teilweise erfolgte ein nahtloser Übergang gemäß der traditionellen Durchmesserlinien (im Beispiel wurde aus der Linie 6 die Linie 16 und danach wieder die Linie 6), aber zu Taktlücken entstanden für wenige Fahrten andere Linienübergänge. Letztendlich wurde wieder auf Durchmesserlinien zurückgegriffen, welche bis heute nahezu unverändert existieren. | Für eine kurze Zeit wurden in den Neunzigern die etablierten Durchmesserlinien in jeweils zwei Radiallinien aufgeteilt. So wurde beispielsweise die Durchmesserlinie 6 Heimatring – Marktplatz – Neue Heimat in die beiden Radiallinien 6 Marktplatz – Heimatring – Marktplatz und 16 Marktplatz – Neue Heimat – Marktplatz aufgeteilt. Das Schema galt analog für die anderen Hauptlinien. Teilweise erfolgte ein nahtloser Übergang gemäß der traditionellen Durchmesserlinien (im Beispiel wurde aus der Linie 6 die Linie 16 und danach wieder die Linie 6), aber zu Taktlücken entstanden für wenige Fahrten andere Linienübergänge. Letztendlich wurde wieder auf Durchmesserlinien zurückgegriffen, welche bis heute nahezu unverändert existieren. |
| 12    | Für eine kurze Zeit wurden in den Neunzigern die etablierten Durchmesserlinien in jeweils zwei Radiallinien aufgeteilt. So wurde beispielsweise die Durchmesserlinie 6 Heimatring – Marktplatz – Neue Heimat in die beiden Radiallinien 6 Marktplatz – Heimatring – Marktplatz und 16 Marktplatz – Neue Heimat – Marktplatz aufgeteilt. Das Schema galt analog für die anderen Hauptlinien. Teilweise erfolgte ein nahtloser Übergang gemäß der traditionellen Durchmesserlinien (im Beispiel wurde aus der Linie 6 die Linie 16 und danach wieder die Linie 6), aber zu Taktlücken entstanden für wenige Fahrten andere Linienübergänge. Letztendlich wurde wieder auf Durchmesserlinien zurückgegriffen, welche bis heute nahezu unverändert existieren. | Für eine kurze Zeit wurden in den Neunzigern die etablierten Durchmesserlinien in jeweils zwei Radiallinien aufgeteilt. So wurde beispielsweise die Durchmesserlinie 6 Heimatring – Marktplatz – Neue Heimat in die beiden Radiallinien 6 Marktplatz – Heimatring – Marktplatz und 16 Marktplatz – Neue Heimat – Marktplatz aufgeteilt. Das Schema galt analog für die anderen Hauptlinien. Teilweise erfolgte ein nahtloser Übergang gemäß der traditionellen Durchmesserlinien (im Beispiel wurde aus der Linie 6 die Linie 16 und danach wieder die Linie 6), aber zu Taktlücken entstanden für wenige Fahrten andere Linienübergänge. Letztendlich wurde wieder auf Durchmesserlinien zurückgegriffen, welche bis heute nahezu unverändert existieren. |
| 13    | Für eine kurze Zeit wurden in den Neunzigern die etablierten Durchmesserlinien in jeweils zwei Radiallinien aufgeteilt. So wurde beispielsweise die Durchmesserlinie 6 Heimatring – Marktplatz – Neue Heimat in die beiden Radiallinien 6 Marktplatz – Heimatring – Marktplatz und 16 Marktplatz – Neue Heimat – Marktplatz aufgeteilt. Das Schema galt analog für die anderen Hauptlinien. Teilweise erfolgte ein nahtloser Übergang gemäß der traditionellen Durchmesserlinien (im Beispiel wurde aus der Linie 6 die Linie 16 und danach wieder die Linie 6), aber zu Taktlücken entstanden für wenige Fahrten andere Linienübergänge. Letztendlich wurde wieder auf Durchmesserlinien zurückgegriffen, welche bis heute nahezu unverändert existieren. | Für eine kurze Zeit wurden in den Neunzigern die etablierten Durchmesserlinien in jeweils zwei Radiallinien aufgeteilt. So wurde beispielsweise die Durchmesserlinie 6 Heimatring – Marktplatz – Neue Heimat in die beiden Radiallinien 6 Marktplatz – Heimatring – Marktplatz und 16 Marktplatz – Neue Heimat – Marktplatz aufgeteilt. Das Schema galt analog für die anderen Hauptlinien. Teilweise erfolgte ein nahtloser Übergang gemäß der traditionellen Durchmesserlinien (im Beispiel wurde aus der Linie 6 die Linie 16 und danach wieder die Linie 6), aber zu Taktlücken entstanden für wenige Fahrten andere Linienübergänge. Letztendlich wurde wieder auf Durchmesserlinien zurückgegriffen, welche bis heute nahezu unverändert existieren. |
| 15    | Für eine kurze Zeit wurden in den Neunzigern die etablierten Durchmesserlinien in jeweils zwei Radiallinien aufgeteilt. So wurde beispielsweise die Durchmesserlinie 6 Heimatring – Marktplatz – Neue Heimat in die beiden Radiallinien 6 Marktplatz – Heimatring – Marktplatz und 16 Marktplatz – Neue Heimat – Marktplatz aufgeteilt. Das Schema galt analog für die anderen Hauptlinien. Teilweise erfolgte ein nahtloser Übergang gemäß der traditionellen Durchmesserlinien (im Beispiel wurde aus der Linie 6 die Linie 16 und danach wieder die Linie 6), aber zu Taktlücken entstanden für wenige Fahrten andere Linienübergänge. Letztendlich wurde wieder auf Durchmesserlinien zurückgegriffen, welche bis heute nahezu unverändert existieren. | Für eine kurze Zeit wurden in den Neunzigern die etablierten Durchmesserlinien in jeweils zwei Radiallinien aufgeteilt. So wurde beispielsweise die Durchmesserlinie 6 Heimatring – Marktplatz – Neue Heimat in die beiden Radiallinien 6 Marktplatz – Heimatring – Marktplatz und 16 Marktplatz – Neue Heimat – Marktplatz aufgeteilt. Das Schema galt analog für die anderen Hauptlinien. Teilweise erfolgte ein nahtloser Übergang gemäß der traditionellen Durchmesserlinien (im Beispiel wurde aus der Linie 6 die Linie 16 und danach wieder die Linie 6), aber zu Taktlücken entstanden für wenige Fahrten andere Linienübergänge. Letztendlich wurde wieder auf Durchmesserlinien zurückgegriffen, welche bis heute nahezu unverändert existieren. |
| 16    | Für eine kurze Zeit wurden in den Neunzigern die etablierten Durchmesserlinien in jeweils zwei Radiallinien aufgeteilt. So wurde beispielsweise die Durchmesserlinie 6 Heimatring – Marktplatz – Neue Heimat in die beiden Radiallinien 6 Marktplatz – Heimatring – Marktplatz und 16 Marktplatz – Neue Heimat – Marktplatz aufgeteilt. Das Schema galt analog für die anderen Hauptlinien. Teilweise erfolgte ein nahtloser Übergang gemäß der traditionellen Durchmesserlinien (im Beispiel wurde aus der Linie 6 die Linie 16 und danach wieder die Linie 6), aber zu Taktlücken entstanden für wenige Fahrten andere Linienübergänge. Letztendlich wurde wieder auf Durchmesserlinien zurückgegriffen, welche bis heute nahezu unverändert existieren. | Für eine kurze Zeit wurden in den Neunzigern die etablierten Durchmesserlinien in jeweils zwei Radiallinien aufgeteilt. So wurde beispielsweise die Durchmesserlinie 6 Heimatring – Marktplatz – Neue Heimat in die beiden Radiallinien 6 Marktplatz – Heimatring – Marktplatz und 16 Marktplatz – Neue Heimat – Marktplatz aufgeteilt. Das Schema galt analog für die anderen Hauptlinien. Teilweise erfolgte ein nahtloser Übergang gemäß der traditionellen Durchmesserlinien (im Beispiel wurde aus der Linie 6 die Linie 16 und danach wieder die Linie 6), aber zu Taktlücken entstanden für wenige Fahrten andere Linienübergänge. Letztendlich wurde wieder auf Durchmesserlinien zurückgegriffen, welche bis heute nahezu unverändert existieren. |
| 17    | Für eine kurze Zeit wurden in den Neunzigern die etablierten Durchmesserlinien in jeweils zwei Radiallinien aufgeteilt. So wurde beispielsweise die Durchmesserlinie 6 Heimatring – Marktplatz – Neue Heimat in die beiden Radiallinien 6 Marktplatz – Heimatring – Marktplatz und 16 Marktplatz – Neue Heimat – Marktplatz aufgeteilt. Das Schema galt analog für die anderen Hauptlinien. Teilweise erfolgte ein nahtloser Übergang gemäß der traditionellen Durchmesserlinien (im Beispiel wurde aus der Linie 6 die Linie 16 und danach wieder die Linie 6), aber zu Taktlücken entstanden für wenige Fahrten andere Linienübergänge. Letztendlich wurde wieder auf Durchmesserlinien zurückgegriffen, welche bis heute nahezu unverändert existieren. | Für eine kurze Zeit wurden in den Neunzigern die etablierten Durchmesserlinien in jeweils zwei Radiallinien aufgeteilt. So wurde beispielsweise die Durchmesserlinie 6 Heimatring – Marktplatz – Neue Heimat in die beiden Radiallinien 6 Marktplatz – Heimatring – Marktplatz und 16 Marktplatz – Neue Heimat – Marktplatz aufgeteilt. Das Schema galt analog für die anderen Hauptlinien. Teilweise erfolgte ein nahtloser Übergang gemäß der traditionellen Durchmesserlinien (im Beispiel wurde aus der Linie 6 die Linie 16 und danach wieder die Linie 6), aber zu Taktlücken entstanden für wenige Fahrten andere Linienübergänge. Letztendlich wurde wieder auf Durchmesserlinien zurückgegriffen, welche bis heute nahezu unverändert existieren. |
| 76    | Neu- und Neershof – Rögen – Lützelbuch – Seidmannsdorf – Albrecht-Dürer-Straße – Neue Heimat – Klinikum Coburg – Hirschfeld-Ring – Eckardtsberg – Friedhof – Theaterplatz – Bahnhof (ZOB) – Kürengrund – Falkenegg – Heimatring – Hochschule – Thüringer Viertel – Plattenäcker – Scheuerfeld – Schorkendorf | Ehemalige Zusammenlegung der Linien 7 und 6 im Freizeitnetz. Entspricht heute der Linie 7 im Freizeitnetz. |
| Z12   | Friedhof – Theaterplatz – Bahnhof (ZOB) – Kürengrund – Heimatring – Falkenegg | Wurde durch eine zusätzliche (verkürzte) Fahrt der Linie 6 ersetzt. |

Stand: 24. April 2020

### Sonderfahrten
Außerplanmäßige Sonderfahrten verkehren als Linie S und Park & Ride Angebote zu Großveranstaltungen als Linie P+R. Hier gelten jeweils besondere Beförderungsbedingungen und Tarife.

### Anruf-Sammel-Taxi (A.S.T.)
Abgesehen von Großveranstaltungen, verkehren im Stadtgebiet Coburg (aufgrund der geringen Auslastung) keine Nachtbus-Linien. Ebenso werden in der Regel am Vormittag von Sonn- und Feiertagen keine Stadtbusfahrten angeboten. Um zu diesen Zeiten trotzdem einen wirtschaftlich vertretbaren öffentlichen Personennahverkehr anbieten zu können, verkehren stündlich Anruf-Sammel-Taxis (A.S.T.). Es werden alle Haltestellen im Liniennetz der SÜC angefahren, welche einen A.S.T.-Schriftzug neben dem Haltestellensymbol tragen. Fahrten müssen mindestens eine halbe Stunde im Voraus telefonisch reserviert werden. Die Taxis halten nur an den Haltestellen, für die eine Reservierung vorliegt, weshalb die Fahrstrecke und die Dauer der Fahrt deutlich variieren können.
Die Kosten ergeben sich aus der Summe eines regulären VGN-Fahrscheins für die jeweilige Strecke und einem Einzelfahrschein für Erwachsene der Preisstufe E. Während der coronabedingten nächtlichen Ausgangssperren in der Stadt und im Landkreis Coburg wurde der Betrieb des Anruf-Sammel-Taxis in diesen Zeiträumen vorübergehend eingestellt.

## Regionalbus

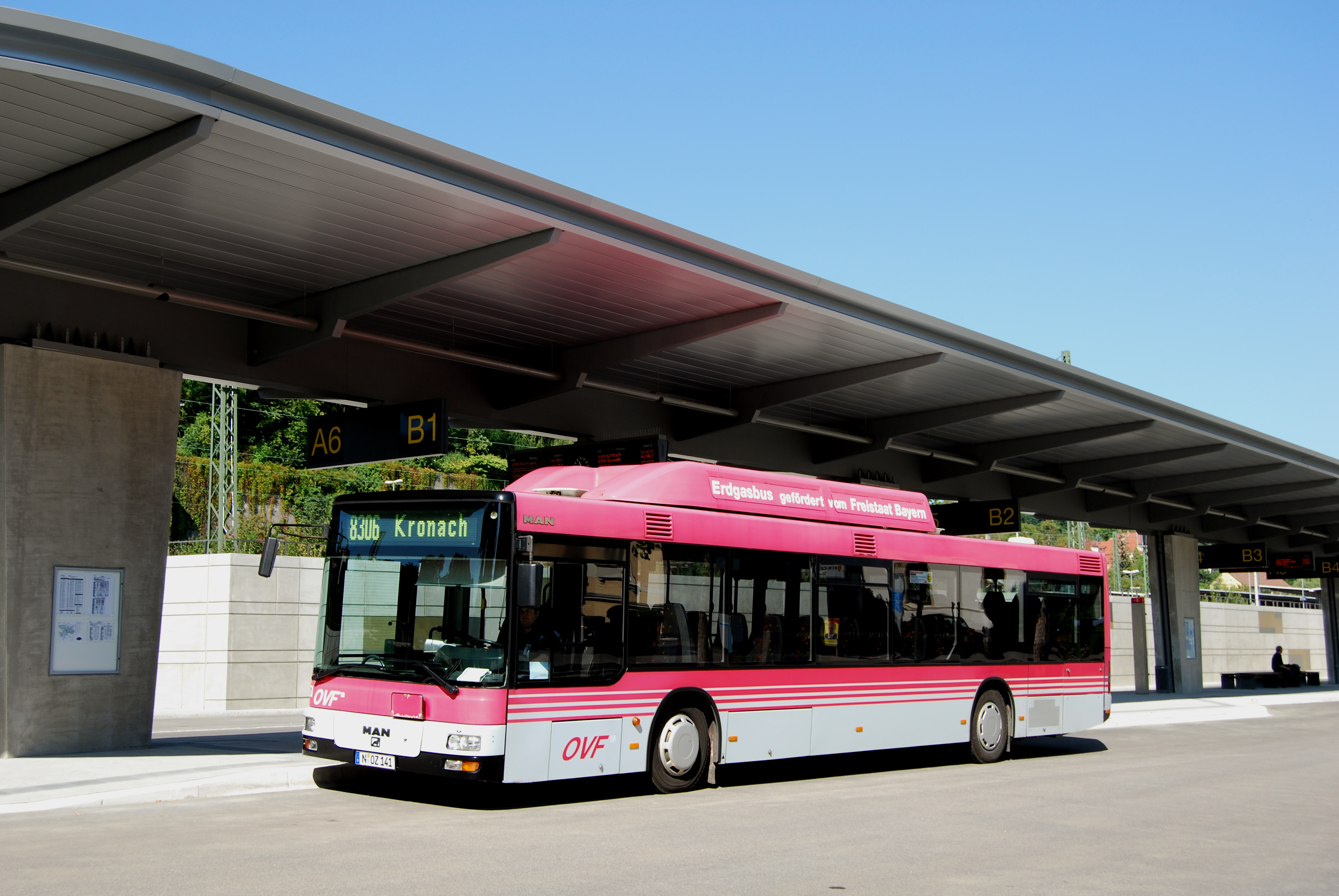
Ein MAN NÜ 313 CNG des DB Frankenbus am ZOB Coburg

Im Landkreis Coburg verkehren derzeit 27 Regionalbuslinien, von denen 11 den zentralen Omnibusbahnhof (ZOB) der Stadt Coburg anfahren. Die meisten Linien im Landkreis werden von der Omnibusverkehr Franken GmbH (DB OVF) betrieben. Zudem werden mehrere Ortschaften im Landkreis von der thüringischen WerraBus GmbH, der OVG Sonneberg und der Omnibusverkehr Bischofsheim GmbH (OVB) angebunden. Die Städte Rödental und Neustadt bei Coburg verfügen über ein eigenes Stadtbusangebot.
Von 1991 bis 2023 wurden im Rahmen der Verkehrsgemeinschaft Coburg (VGC) die Fahrscheine Der SÜC und des OVF innerhalb der Stadtbusnetzes gegenseitig anerkannt. Seit dem 1. Januar 2024 sind Stadt und Landkreis Coburg Mitglied im Verkehrsverbund Großraum Nürnberg, wodurch ein gemeinsames Tarifsystem besteht.

### Geschichte
Vor dem 1. September 2016 wurden auch teilweise Gemeinden der Landkreise Hildburghausen, Sonneberg, Kronach, Lichtenfels, Bamberg und Haßberge von der Stadt Coburg aus angefahren. Im Rahmen des 4. Nahverkehrsplans von Stadt und Landkreis Coburg wurde dieses Angebot jedoch weitestgehend eingestellt. Die Stadt Coburg (in ihrer Funktion als Oberzentrum) steht nach dem neuen Konzept nicht mehr alleine im Mittelpunkt, sondern auch die Unter- und Mittelzentren entlang der beiden regionalen Bahntrassen im Landkreis. Für diese Gemeinden wurde ein zusätzliches Rufbusangebot eingerichtet. Ansonsten verkehren die Linien unter der Woche im Stundentakt, andere jedoch nur sporadisch oder nur an Schultagen.
Vom 1. Mai 2021 bis zum 1. Juli 2023 verkehrte täglich im Zwei-Stunden-Takt ein Regionalbus von Coburg nach Gersfeld (Rhön). Seit dem 1. Juli 2023 endet die Linie in Bad Neustadt an der Saale. Dort besteht die Möglichkeit, in einen Bus nach Gersfeld umzusteigen. Zudem werden weitere Orte entlang der Strecke bedient.

### Linien
| Linie  | Verlauf | Weitere Informationen |
| ------ | --- | --- |
| 205    | Coburg (ZOB) – Eisfeld – Crock – Brattendorf – Schleusingen | Expresslinie zwischen Coburg und Eisfeld über die A 73, betrieben durch WerraBus |
| 216    | Heldburg – Bad Rodach – Hildburghausen | betrieben durch WerraBus |
| 217    | Coburg (ZOB) – Weidach – Weitramsdorf – Autenhausen – Ummerstadt – Bad Colberg – Heldburg – Hildburghausen | betrieben durch WerraBus |
| 720    | Coburg (ZOB) – Dörfles – Rödental – Schalkau – Rauenstein – Grümpen | betrieben durch OVG |
| 957    | Lahm – Busendorf – Mürsbach – Medlitz – Rattelsdorf – Ebing – Breitengüßbach – Hallstadt – Bamberg (ZOB) | Fortführung der Linie 1469 nach Bamberg. Betrieben durch OVF, Linienbezeichnung von VGN abgeändert. |
| 1178   | Coburg (ZOB) – Tambach – Oberelldorf – Hafenpreppach – Todtenweisach – Voccawind – Maroldsweisach – Ermershausen – Obereßfeld – Untereßfeld – Bad Königshofen (ZOB) – Saal an der Saale – Bad Neustadt an der Saale | Ersetzt teilweise die ehemalige Linie 8300 von Coburg nach Gersfeld. In Bad Neustadt an der Saale besteht die Möglichkeit, in die Linie 810 nach Gersfeld umzusteigen. Betrieben durch OVB.                                                  |
| 1197   | Ebern – Kaltenbrunn – Lahm – Untermerzbach – Memmelsdorf – Hemmendorf – Recheldorf – Gleusdorf | Schul- und Rufbusangebot zwischen den Orten im Itzgrund und Ebern, betrieben durch Fa. Hümmer im Auftrag der LK Haßberge |
| 1451   | Coburg (ZOB) – Scheuerfeld – Weidach – Weitramsdorf – Tambach – Dietersdorf – Seßlach | |
| 1451.1 | Dietersdorf – Autenhausen – Oberelldorf – Heilgersdorf – Seßlach | Rufbusangebot innerhalb der Gemeinde Seßlach |
| 1452   | Coburg (ZOB) – Dörfles-Esbach – Rödental – Neustadt b. Coburg – Sonneberg (ZOB) | verkehrt nur nachts |
| 1454   | Coburg (ZOB) – Creidlitz – Grub am Forst – Ebersdorf – Sonnefeld – Weidhausen – Mitwitz – Kronach | Hauptstrecke ist Coburg – Ebersdorf – Kronach, nahezu im Stundentakt, ehemalige Linie 8306 |
| 1454   | Coburg (ZOB) – Neue Heimat – Seidmannsdorf – Lützelbuch – Rohrbach – Oberfüllbach – Großgarnstadt – Ebersdorf – Neuensorg – Weidhausen – Gestungshausen – Mitwitz                                                   | Alternative Linienführung ca. im 2-Stundentakt über Oberfüllbach – Großgarnstadt – Neuensorg |
| 1454.1 | Neustadt b. Coburg – Ebersdorf b. Coburg – Sonnefeld – Weidhausen | Rufbusangebot zwischen Neustadt b. Coburg und Ebersdorf b. Coburg |
| 1454.2 | Buscheller – Rohrbach – Grub am Forst – Forsthub – Zeickhorn | Rufbusangebot innerhalb der Gemeinde Grub am Forst, Ergänzung der Linie 400 |
| 1465   | Thüringer Viertel – Coburg (ZOB) – Neuses (West) – Beiersdorf – Schloss Callenberg – Wiesenfeld – Meeder – Neida – Großwalbur – Elsa – Ahlstadt – Heldritt – Gauerstadt – Bad Rodach                                | nur während der Schulzeit (zum Teil als Rufbusangebot) |
| 1465.1 | Bad Rodach – Elsa – Gauerstadt – Heldritt – Ahlstadt | Rufbusangebot innerhalb der Gemeinde Bad Rodach |
| 1467   | Thüringer Viertel – Coburg (ZOB) – Ehrenburg – Ketschenanger – Buscheller – Ebersdorf b. Coburg – Sonnefeld | nur während der Schulzeit |
| 1475   | Rödental – Neustadt b. Coburg | nur während der Schulzeit |
| 1478   | Neuses am Brand – Steinach – Mitwitz – Neustadt b. Coburg | nur während der Schulzeit |
| 1479   | Trübenbach – Sonnefeld – Neustadt b. Coburg | nur während der Schulzeit |
| 1468   | Coburg (ZOB) – Dörfles – Unterlauter – Oberlauter – Tiefenlauter – Neukirchen – Tremersdorf – Rottenbach | Fortführung der Linie 2 ab Oberlauter und zusätzlicher Schulbusverkehr zwischen Dörfles-Esbach und dem Lautertal. Diese Linie verkehrt nur zu den Hauptverkehrszeiten bis Coburg, ansonsten besteht in Oberlauter Anschluss an den Stadtbus. |
| 1469   | Schaumberger-Schule – Coburg (ZOB) – Creidlitz – Meschenbach – Untersiemau – Großheirath – Itzgrund (Lahm) | verkehrt teilweise nur an Schultagen |
| 1469   | Coburg (ZOB) – Creidlitz – Meschenbach – Untersiemau – Buch am Forst – Lichtenfels | alternative Linienführung zum Bahnhof in Lichtenfels |
| 1469.1 | Lahm – Großheirath – Neuses a. d. Eichen – Herreth | Rufbusangebot innerhalb der Gemeinde Großheirath |
| 1469.2 | Creidlitz – Meschenbach – Untersiemau – Obersiemau | Rufbusangebot innerhalb der Gemeinde Untersiemau |
| 1469.3 | Lahm – Kaltenbrunn – Herreth – Gleußen – Bodelstadt – Schottenstein – Welsberg | Rufbusangebot innerhalb der Gemeinde Itzgrund |
| A1     | Sonneberg (ZOB) – Arnoldplatz – Wildenheid – Arnoldplatz – Sonneberg (ZOB) | Stadtbus Neustadt b. Coburg, betrieben durch OVG |
| A1     | Wildenheid – Arnoldplatz – Bergdörfer – Arnoldplatz – Meilschnitz / Ebersdorf | Stadtbus Neustadt b. Coburg, betrieben durch OVG |
| 1481   | Stadtzentrum – Bahnhof – Spittelstein – Blumenrod – Thierach – Kipfendorf – Rothenhof – Mönchröden – Waldsachsen – Einberg – Oeslau                                                                                 | Stadtbus Rödental (zum Teil als Rufbusangebot) |
| 1482   | Bahnhof – Froschgrund – Stadtzentrum – Oeslau – Rosenau – Einberg | Stadtbus Rödental (zum Teil als Rufbusangebot) |

Stand: 15. Dezember 2024

### Ehemalige und geplante Linien
| Linie  | Verlauf | Weitere Informationen |
| ------ | --- | --- |
| 8300   | Coburg (ZOB) – Tambach – Maroldsweisach – Ermershausen – Bad Königshofen (ZOB) – Saal an der Saale – Bad Neustadt an der Saale – Bischofsheim in der Rhön – Gersfeld                                                                | Diente als Ersatz für die Linie 8301 von Coburg nach Fulda. Der letzte Abschnitt von Gersfeld nach Fulda wurde durch die Rhönbahn RB52 abgedeckt. Der Abschnitt zwischen Coburg und Bad Neustadt an der Saale wird heute durch die OVB-Linie 800 bedient. |
| 8301   | Hauptbahnhof – Kürengrund – Weidach – Weitramsdorf – Tambach – Seßlach – Altenstein – Maroldsweisach – Ermershausen – Bad Königshofen – Saal an der Saale – Bad Neustadt an der Saale – Bischofsheim in der Rhön – Gersfeld – Fulda | Ehemalige Direktverbindung von Coburg nach Fulda. |
| 8306.2 | Neustadt b. Coburg (südliche Ortsteile) | Geplantes zusätzliches Rufbusangebot. |
| 8311   | Coburg (ZOB) – Dörfles – Rödental – Schalkau – Rauenstein – Grümpen | Wird heute durch die OVG-Linie 720 bedient. |
| 8313   | Coburg – Meeder – Bad Rodach – Hildburghausen | Entfallen, da die Linie parallel zur Bahnstrecke Coburg – Bad Rodach verlief. Wird heute durch die Linien RB18, 8315, 8315.1 und 216 bedient. |
| 8318.1 | Oberlauter – Tiefenlauter – Neukirchen – Tremersdorf – Rottenbach | Ehemaliges Rufbusangebot innerhalb der Gemeinde Lautertal. Wird heute regulär durch die Linie 8318 bedient. |

Stand: 1. Mai 2021

## Marktplatz, Theaterplatz und ZOB Coburg
Bis 2004 diente der Marktplatz als Treffpunkt sämtlicher Buslinien der SÜC, wobei sich bis Mitte der Neunziger Jahre an allen vier Seiten des Platzes Haltestellen befanden. Bis zur Neugestaltung des Platzes im Jahr 2004 wurde nur noch die Haltestelle vor der Hof-Apotheke genutzt und die anderen drei Haltestellen abgebaut. Die Hälfte der Busse wurde an den Theaterplatz zum Pausieren ausgelagert und bediente den Marktplatz nur noch im Vorbeifahren. Die Linien am Theaterplatz bekamen für kurze Zeit ein 1er-Präfix zur besseren Unterscheidung.

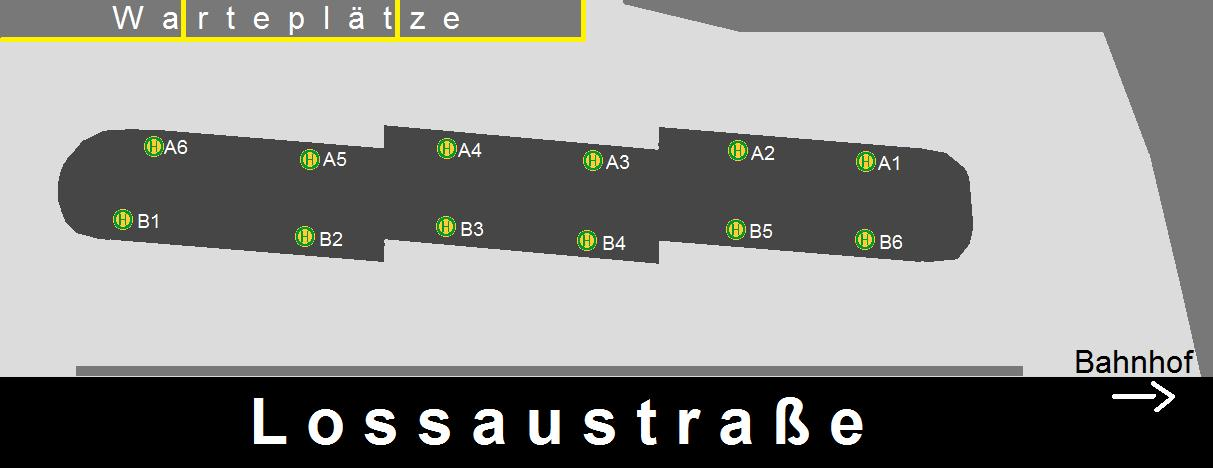
Übersicht des ZOB Coburg

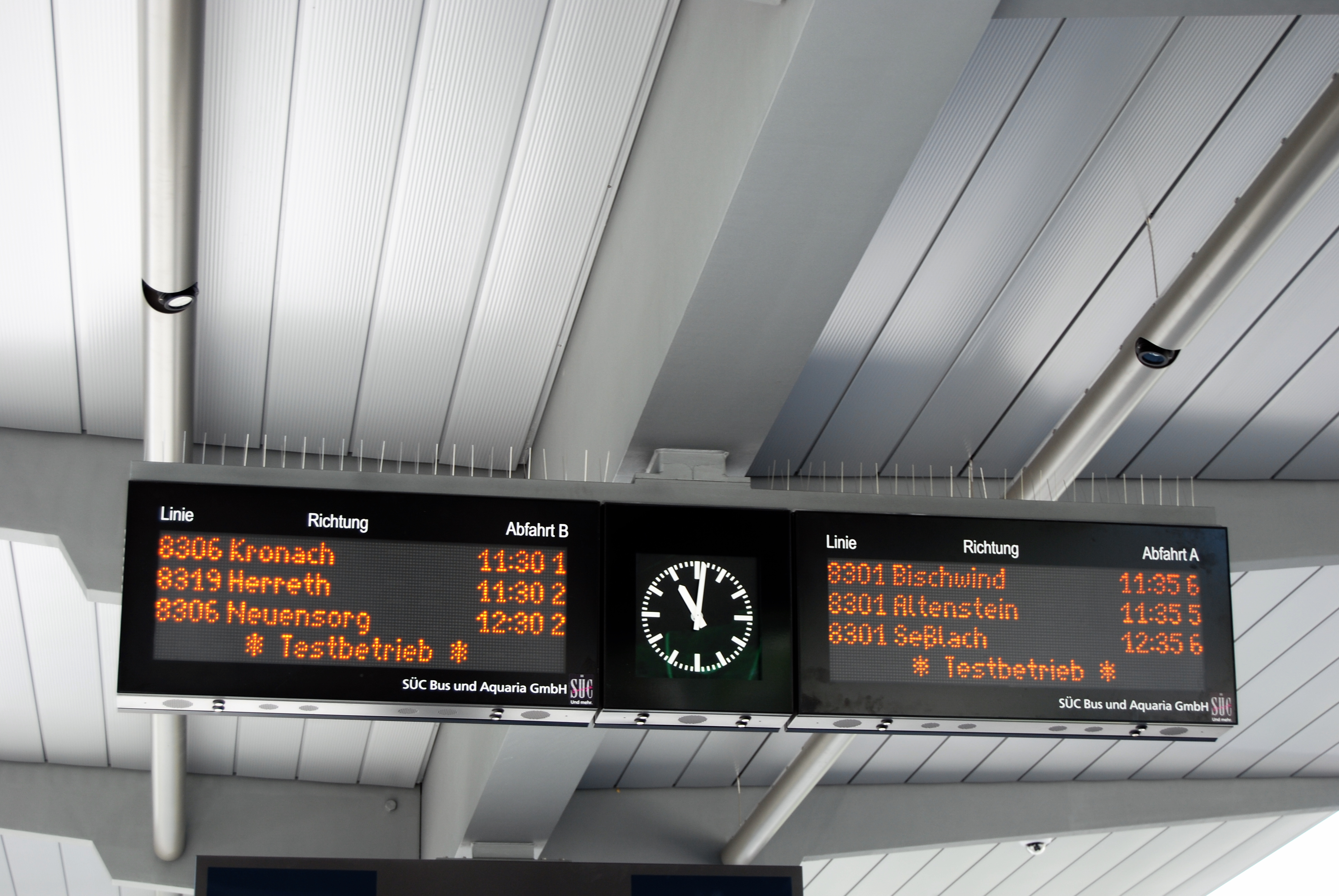
Dynamische-Fahrgastinformations-Anzeiger, noch im Testbetrieb

Zentrale Umsteigehaltestelle der Stadtbusse ist seit Dezember 2007 der Theaterplatz. Die Rendezvous-Haltestelle, welche als erste Haltestelle mit einem dynamischen Fahrgastinformationssystem ausgestattet wurde, ist für zwölf Busse ausgelegt und wird derzeit nur von Linien der SÜC angefahren. Während der Bauzeit wurde eine provisorische Rendezvous-Haltestelle am Ernstplatz eingerichtet. Bis 2030 sollen die Grenzen zwischen Stadt- und Regionalbussen abgebaut werden. Infolgedessen sollen zukünftig auch mehrere Regionalbuslinien über den Theaterplatz geführt bzw. ein Teil der bisherigen Stadtbuslinien bis weit in den Landkreis verlängert werden.
Im Herbst 2007 war am Bahnhof Baubeginn des Zentralen Omnibusbahnhofes (ZOB) mit zwölf Halteplätzen sowie drei Warteplätzen. Fertigstellung war für Ende 2008 vorgesehen, hatte sich aber bis Ende August 2009 verzögert. Der ZOB soll die drei Nahverkehrsprodukte Bahn, Stadtbus und Regionalbus miteinander verknüpfen und so den Nahverkehr in Coburg attraktiver machen.

## Schienenpersonennahverkehr
Im Raum Coburg verkehren derzeit sechs regionale Bahnlinien, die zusammen mit mehreren Fernverkehrszügen, alle am Coburger Bahnhof halten.
Innerhalb der Stadt und im allgemeinen Sprachgebrauch der Region, wird der Coburger Bahnhof oft als „Hauptbahnhof“ bezeichnet, obwohl dies formal nicht der Tatsache entspricht. So wird beispielsweise an der Haltestelle Kanalstraße noch der Namenszusatz HBF genannt. Direkt neben dem Bahnhof befindet sich in der Lossaustraße der zentrale Omnibusbahnhof (ZOB) der Stadt. Zudem befinden sich im Stadtgebiet vier weitere Bahnhaltepunkte (Beiersdorf, Creidlitz, Neuses und Coburg Nord). Ein fünfter Haltepunkt ist am ehemaligen Güterbahnhof geplant und ein sechster in der Nähe vom zukünftigen Klinikum.

### Geschichte
Auf der Relation Bad Rodach – Bayreuth (früher bis nach Weiden) über Coburg, Lichtenfels und Kulmbach verkehrt seit dem 12. Juni 2011 die Privatbahn Agilis im Stundentakt.
Seit Aufnahme des E-Netz Franken im Dezember 2011 durch die DB Regio, verkehren auf der Relation Sonneberg – Coburg – Lichtenfels – Bamberg – Erlangen – Nürnberg stündlich Regionalexpresszüge. Auf diesem Streckenabschnitt halten die Züge der Linien RE19 und RE28 an jedem Haltepunkt, was für Züge der Gattung „Regionalexpress“ untypisch ist.
Seit dem 13. Dezember 2020 besitzen alle Regionalzüge im Umkreis eine eindeutige zweistellige Nummer. Zudem wurden einige kleine Anpassungen am Netz vorgenommen. Unter anderem wurde der neue Haltepunkt in Beiersdorf in Betrieb genommen.
Seit dem 10. Dezember 2023 sind die Linien Teil des VGN. Einige Fahrten der Linie RB24 führen nicht mehr nach Coburg, sondern enden bzw. beginnen in Lichtenfels. Als Ersatz verkehrt zu diesen Zeiten die neue Regionalexpresslinie RE32. Diese fährt ab Bayreuth über Pegnitz weiter bis nach Nürnberg.
Seit Juni 2024 verkehren mehrmals täglich Züge der Linie RE29 von Coburg mit Zwischenhalt in Coburg Nord über die Schnellfahrstrecke direkt nach Erfurt Hbf. Die Fahrzeit beträgt planmäßig etwa 36 Minuten. Zum Einsatz kommen Triebzüge des Typs Siemens Desiro HC mit einer Höchstgeschwindigkeit von 190 km/h.

### Linien
| Linie | KBS           | Verlauf | Weitere Informationen                                                                       |
| ----- | ------------- | --- | ------------------------------------------------------------------------------------------- |
| RE19  | 820           | Sonneberg – Neustadt b. Coburg – Mönchröden – Rödental Mitte – Rödental – Dörfles – Coburg Nord – Coburg – Bamberg – Hirschaid – Forchheim – Erlangen – Fürth – Nürnberg | Regionalexpress ohne Halt zwischen Coburg und Bamberg (über Schnellfahrstrecke)             |
| RE28  | 820           | Sonneberg – Neustadt b. Coburg – Mönchröden – Rödental Mitte – Rödental – Dörfles – Coburg Nord – Coburg – Creidlitz – Grub am Forst – Ebersdorf b. Coburg – Schney – Lichtenfels – Bad Staffelstein – Breitengüßbach – Bamberg – Hirschaid – Forchheim – Erlangen – Fürth – Nürnberg | Regionalexpress (DB Regio) über Lichtenfels nach Bamberg                                    |
| RE29  | 820           | Erfurt – Coburg Nord – Coburg – Bamberg – Hirschaid – Forchheim – Erlangen – Fürth – Nürnberg | Regionalexpress ohne Halt zwischen Coburg und Bamberg bzw. Erfurt (über Schnellfahrstrecke) |
| RE32  | 820, 850, 860 | Coburg – Creidlitz – Grub am Forst – Ebersdorf b. Coburg – Schney – Lichtenfels – Kulmbach – Neuenmarkt-Wirsberg – Bayreuth – Pegnitz – Neuhaus a. d. Pegnitz – Hersbruck – Nürnberg                                                                                                  | Regionalexpress zwischen Nürnberg und Bayreuth (einzelne Fahrten wie RB24 bis Coburg)       |
| RB18  | 831           | Coburg – Neuses – Beiersdorf – Wiesenfeld – Meeder – Großwalbur – Bad Rodach | Regionalbahn (Agilis)                                                                       |
| RB24  | 820, 850, 860 | Coburg – Creidlitz – Grub am Forst – Ebersdorf b. Coburg – Schney – Lichtenfels – Kulmbach – Neuenmarkt-Wirsberg – Bayreuth | Regionalbahn (Agilis) nach Bayreuth                                                         |

Stand: 19. Dezember 2023

### Entwicklung des SPNV im Großraum Coburg

#### Erweiterung des Coburger Bahnhofs
Ende Juni 2025 wurde mit dem Bau eines 55 cm hohen, 2,75 m breiten und 110 m langen Außenbahnsteigs am Gleis 6 begonnen. Dieser soll (ebenso wie die anderen Bahnsteige) barrierefrei gestaltet und an die Unterführung angebunden werden. Laut der bayerischen Eisenbahngesellschaft sollte der Bahnsteig bereits Ende 2024 in Betrieb gehen. Derzeit wird mit einer Fertigstellung im Frühjahr 2026 gerechnet. Parallel dazu sollen entlang der Gleise 2 und 3 beidseitig Ausfahrsignale aufgestellt werden. Diese Gleise und der dazwischen liegende Bahnsteig sind für ICE-Züge optimiert.
Beide Maßnahmen sind erforderlich, um eine höhere Betriebsflexibilität zu erlangen. Durch die Auflösung des Richtungsbetriebs im Coburger Bahnhof, können Umsteigebedingungen optimiert werden.

#### Werrabahn
In den letzten Jahren gab es mehrere Anregungen, die abgebaute Werrabahn zwischen Dörfles und Eisfeld zu reaktivieren.
Da die ehemalige Trasse durch das Lautertal inzwischen jedoch teilweise bebaut ist und eine alternative Trassierung durch das Lautertal von der Gemeinde und einer Bürgerinitiative mehrfach abgelehnt wurde, wird inzwischen ein Lückenschluss zwischen Bad Rodach und Hildburghausen in Erwägung gezogen.
Allerdings gibt es auch hier Ablehnung gegenüber Güterverkehr und der Bedarf für reinen Personenverkehr ist gegenüber den Baukosten umstritten.

#### Konzepte für ein Stadtbahnnetz
Die FDP führte 2019 eine Machbarkeitsstudie für eine S-Bahn mit 3 Durchmesserlinien im Landkreis Coburg durch. Zusätzlich wurde noch eine Regionalbahn auf der Trasse der ehemaligen Werrabahn zwischen Coburg und Eisfeld in das Konzept integriert.
Bereits 2007 stellte der Verkehrsclub Deutschland (VCD) ein Konzept für ein Stadtbahnnetz im Raum Oberfranken vor. In den größeren Städten Bamberg, Bayreuth und Coburg sind zusätzliche innerstädtische Trassen vorgesehen. Ansonsten werden im Konzept die regionalen Bestandsstrecken genutzt.